# Lijst van metrostations van Shanghai

Kaart van het metronetwerk van Shanghai per december 2021

De onderstaande lijst geeft de metrostations van Shanghai weer. De metro van Shanghai is de stadsspoorwegdienst van de stad Shanghai. Het is een van de snelst groeiende metronetwerken ter wereld: het eerste gedeelte opende in 1993, en in december 2021 zijn er 515 open metrostations (overstapstations worden één keer meegeteld) met 439 kilometer spoor; hiermee is het netwerk het langste van de wereld.
| Station                                    | District  | Metrolijnen                 | Opmerkingen                                                             |
| ------------------------------------------ | --------- | --------------------------- | ----------------------------------------------------------------------- |
| Anshan Xincun                              | Yangpu    | Lijn 8                      | -                                                                       |
| Anting                                     | Jiading   | Lijn 11                     | -                                                                       |
| Baiyin Road                                | Jiading   | Lijn 11                     | -                                                                       |
| Bao'an Snelweg                             | Baoshan   | Lijn 1                      | -                                                                       |
| Baoshan Road                               | Zhabei    | Lijn 3 Lijn 4               | Fysiek overstapstation                                                  |
| Baoyang Road                               | Baoshan   | Lijn 3                      | -                                                                       |
| Beiqiao                                    | Minhang   | Lijn 5                      | -                                                                       |
| Beixinjing                                 | Changning | Lijn 2                      | -                                                                       |
| Beiyangjing Road                           | Pudong    | Lijn 6                      | -                                                                       |
| Bibliotheek van Shanghai                   | Xuhui     | Lijn 10                     | -                                                                       |
| Boxing Road                                | Pudong    | Lijn 6                      | -                                                                       |
| Caoxi Road                                 | Xuhui     | Lijn 3                      | -                                                                       |
| Caoyang Road                               | Putuo     | Lijn 3 Lijn 4 Lijn 11       | Fysiek overstapstation                                                  |
| Caobao Road                                | Xuhui     | Lijn 1                      | -                                                                       |
| Caohejing Hi-Tech Park                     | Xuhui     | Lijn 9                      | -                                                                       |
| Century Avenue                             | Pudong    | Lijn 2 Lijn 4 Lijn 6 Lijn 9 | Fysiek overstapstation                                                  |
| Century Park                               | Pudong    | Lijn 2                      | -                                                                       |
| East Changji Road                          | Jiading   | Lijn 11                     | -                                                                       |
| South Changjiang Road                      | Baoshan   | Lijn 3                      | -                                                                       |
| Changping Road                             | Jing'an   | Lijn 7                      | -                                                                       |
| Changqing Road                             | Pudong    | Lijn 7                      | Fysiek overstapstation                                                  |
| Changshou Road                             | Putuo     | Lijn 7                      | -                                                                       |
| Changshu Road                              | Xuhui     | Lijn 1 Lijn 7               | Fysiek overstapstation                                                  |
| Changzhong Road                            | Baoshan   | Lijn 7                      | -                                                                       |
| Chengshan Road                             | Pudong    | Lijn 8                      | Fysiek overstapstation                                                  |
| Chifeng Road                               | Hongkou   | Lijn 3                      | -                                                                       |
| Chuanchang Road                            | Xuhui     | Lijn 7                      | Fysiek overstapstation                                                  |
| Middle Chuangxin Road                      | Pudong    | Lijn 2                      | -                                                                       |
| Chuansha                                   | Pudong    | Lijn 2                      | -                                                                       |
| Chunshen Road                              | Minhang   | Lijn 5                      | -                                                                       |
| Dabaishu                                   | Hongkou   | Lijn 3                      | -                                                                       |
| Dachang Zhen                               | Baoshan   | Lijn 7                      | -                                                                       |
| Dalian Road                                | Yangpu    | Lijn 4                      | -                                                                       |
| Dahuasan Road                              | Baoshan   | Lijn 7                      | -                                                                       |
| Damuqiao Road                              | Xuhui     | Lijn 4                      | -                                                                       |
| Dapuqiao                                   | Luwan     | Lijn 9                      | -                                                                       |
| Dashijie                                   | Huangpu   | Lijn 8                      | -                                                                       |
| Deping Road                                | Pudong    | Lijn 6                      | -                                                                       |
| Shanghai Zoo                               | Changning | Lijn 10                     | -                                                                       |
| Dong'an Road                               | Xuhui     | Lijn 4 Lijn 7               | Fysiek overstapstation                                                  |
| Dongbaoxing Road                           | Zhabei    | Lijn 3                      | -                                                                       |
| Dongchang Road                             | Pudong    | Lijn 2                      | -                                                                       |
| Dongchuan Road                             | Minhang   | Lijn 5                      | -                                                                       |
| Dongjing                                   | Songjiang | Lijn 9                      | -                                                                       |
| Dongjing Road                              | Pudong    | Lijn 6                      | -                                                                       |
| Dongming Road                              | Pudong    | Lijn 6                      | -                                                                       |
| Fanghua Road                               | Pudong    | Lijn 7                      | -                                                                       |
| Fengqiao Road                              | Putuo     | Lijn 11                     | -                                                                       |
| Fujin Road                                 | Baoshan   | Lijn 1                      | -                                                                       |
| Gangcheng Road                             | Pudong    | Lijn 6                      | Fysiek overstapstation                                                  |
| West Gaoke Road                            | Pudong    | Lijn 6 Lijn 7               | Fysiek overstapstation                                                  |
| Gaoqing Road                               | Pudong    | Lijn 6                      | -                                                                       |
| Gongfu Xincun                              | Baoshan   | Lijn 1                      | -                                                                       |
| Gongkang Road                              | Zhabei    | Lijn 1                      | -                                                                       |
| Guanglan Road                              | Pudong    | Lijn 2                      |                                                                         |
| Gucunpark                                  | Baoshan   | Lijn 7                      | -                                                                       |
| Guilin Road                                | Xuhui     | Lijn 9                      | -                                                                       |
| Guoquan Road                               | Yangpu    | Lijn 10                     | -                                                                       |
| Haitiansan Road                            | Pudong    | Lijn 2                      | -                                                                       |
| Hailun Road                                | Hongkou   | Lijn 4 Lijn 10              | Fysiek overstapstation                                                  |
| Hangjin Road                               | Pudong    | Lijn 6                      | -                                                                       |
| Hangzhong Road                             | Minhang   | Lijn 10                     | -                                                                       |
| Hanzhong Road                              | Zhabei    | Lijn 1                      | Fysiek overstapstation                                                  |
| Hechuan Road                               | Minhang   | Lijn 9                      | -                                                                       |
| Hengshan Road                              | Xuhui     | Lijn 1                      | -                                                                       |
| Hongkou Voetbalstadion                     | Hongkou   | Lijn 3 Lijn 8               | Virtueel overstapstation                                                |
| Hongqiao Road                              | Changning | Lijn 3 Lijn 4 Lijn 10       | Fysiek overstapstation                                                  |
| Hongqiao Station                           | Changning | Lijn 2 Lijn 10              | Fysiek overstapstation                                                  |
| Houtan                                     | Pudong    | Lijn 7                      | -                                                                       |
| Huamu Road                                 | Pudong    | Lijn 7                      | -                                                                       |
| Huangpi Lu-Zuid                            | Luwan     | Lijn 1                      | -                                                                       |
| Huangxingpark                              | Yangpu    | Lijn 8                      | -                                                                       |
| Huangxing Road                             | Yangpu    | Lijn 8                      | -                                                                       |
| Huaning Road                               | Minhang   | Lijn 5                      | -                                                                       |
| East Huaxia Road                           | Pudong    | Lijn 2                      | -                                                                       |
| West Huaxia Road                           | Pudong    | Lijn 6                      | -                                                                       |
| Hulan Road                                 | Baoshan   | Lijn 1                      | -                                                                       |
| Jiading Xincheng                           | Jiading   | Lijn 11                     | -                                                                       |
| Jiading-Noord                              | Jiading   | Lijn 11                     | -                                                                       |
| Jiading-West                               | Jiading   | Lijn 11                     | -                                                                       |
| Jianchuan Road                             | Minhang   | Lijn 5                      | -                                                                       |
| Jiangpu Road                               | Yangpu    | Lijn 8                      | -                                                                       |
| Jiangsu Road                               | Changning | Lijn 2 Lijn 11              | Fysiek overstapstation                                                  |
| Jiangwanstadion                            | Yangpu    | Lijn 10                     | -                                                                       |
| Jiangwan Zhen                              | Hongkou   | Lijn 3                      | -                                                                       |
| North Jiangyang Road                       | Baoshan   | Lijn 3                      | -                                                                       |
| Jiangyue Road                              | Minhang   | Lijn 8                      | -                                                                       |
| Jiaotong-universiteit                      | Xuhui     | Lijn 10                     | Fysiek overstapstation                                                  |
| Jiashan Road                               | Xuhui     | Lijn 9                      | -                                                                       |
| Jing'antempel                              | Jing'an   | Lijn 2 Lijn 7               | Fysiek overstapstation                                                  |
| Jinjiangpark                               | Xuhui     | Lijn 1                      | -                                                                       |
| Jinke Road                                 | Pudong    | Lijn 2                      | -                                                                       |
| Jinping Road                               | Minhang   | Lijn 5                      | -                                                                       |
| Jinqiao Road                               | Pudong    | Lijn 6                      | -                                                                       |
| Jinshajiang Road                           | Putuo     | Lijn 3 Lijn 4               | Fysiek overstapstation                                                  |
| Jinxiu Road                                | Pudong    | Lijn 7                      | -                                                                       |
| Jiuting                                    | Songjiang | Lijn 9                      | -                                                                       |
| Jufeng Road                                | Pudong    | Lijn 6                      | Fysiek overstapstation                                                  |
| Lancun Road                                | Pudong    | Lijn 4 Lijn 6               | Fysiek overstapstation                                                  |
| Langao Road                                | Putuo     | Lijn 7                      | -                                                                       |
| Laoximen                                   | Huangpu   | Lijn 8 Lijn 10              | Fysiek overstapstation                                                  |
| Lianhang Road                              | Minhang   | Lijn 8                      | -                                                                       |
| Lianhua Road                               | Minhang   | Lijn 1                      | -                                                                       |
| Lingkong Road                              | Pudong    | Lijn 2                      | -                                                                       |
| Linping Road                               | Hongkou   | Lijn 4                      | -                                                                       |
| South Lingyan Road                         | Pudong    | Lijn 6                      | -                                                                       |
| Lingzhao Xincun                            | Pudong    | Lijn 8                      | -                                                                       |
| Linyi Xincun                               | Pudong    | Lijn 6                      | -                                                                       |
| Liuhang                                    | Baoshan   | Lijn 7                      | -                                                                       |
| Liziyuan                                   | Putuo     | Lijn 11                     | -                                                                       |
| Longbai Xincun                             | Minhang   | Lijn 10                     | -                                                                       |
| Longxi Road                                | Changning | Lijn 10                     | -                                                                       |
| Luban Road                                 | Luwan     | Lijn 4                      | -                                                                       |
| Luchthaven Hongqiao Terminal 1             | Changning | Lijn 10                     | -                                                                       |
| Luchthaven Hongqiao Terminal 2             | Changning | Lijn 2 Lijn 10              | Fysiek overstapstation                                                  |
| Luheng Road                                | Minhang   | Lijn 8                      | -                                                                       |
| Longcao Road                               | Xuhui     | Lijn 3                      | -                                                                       |
| Longde Road                                | Jing'an   | Lijn 11                     | -                                                                       |
| Longyang Road                              | Pudong    | Lijn 2 Lijn 7 Maglev        | Fysiek overstapstation                                                  |
| Loushanguan Road                           | Changning | Lijn 2                      | -                                                                       |
| Lujiabang Road                             | Huangpu   | Lijn 8 Lijn 9               | Fysiek overstapstation                                                  |
| Lujiazui                                   | Pudong    | Lijn 2                      | -                                                                       |
| Luonan Xincun                              | Baoshan   | Lijn 7                      | -                                                                       |
| Madang Road                                | Luwan     | Lijn 9                      | Fysiek overstapstation                                                  |
| Malu                                       | Jiading   | Lijn 11                     | -                                                                       |
| Meilanmeer                                 | Baoshan   | Lijn 7                      | -                                                                       |
| Minhang Ontwikkelgebied                    | Minhang   | Lijn 5                      | -                                                                       |
| Minsheng Road                              | Pudong    | Lijn 6                      | -                                                                       |
| Nanchen Road                               | Baoshan   | Lijn 7                      | -                                                                       |
| East Nanjing Road                          | Huangpu   | Lijn 2 Lijn 10              | Fysiek overstapstation                                                  |
| West Nanjing Road                          | Jing'an   | Lijn 2                      | Fysiek overstapstation                                                  |
| Nanxiang                                   | Jiading   | Lijn 11                     | -                                                                       |
| Nanpubrug                                  | Huangpu   | Lijn 4                      | -                                                                       |
| Nenjiang Road                              | Yangpu    | Lijn 8                      | -                                                                       |
| Oriental Sports Center                     | Pudong    | Lijn 6 Lijn 8               | Fysiek overstapstation                                                  |
| Panguang Road                              | Baoshan   | Lijn 7                      | -                                                                       |
| Pengpu Xincun                              | Zhabei    | Lijn 1                      | -                                                                       |
| People's Square                            | Huangpu   | Lijn 1 Lijn 2 Lijn 8        | Fysiek overstapstation                                                  |
| Pudian Road (lijn 4)Pudian Road            | Pudong    | Lijn 4                      | -                                                                       |
| Pudian Road (lijn 6)Pudian Road            | Pudong    | Lijn 6                      | -                                                                       |
| Pudong Avenue                              | Pudong    | Lijn 4                      | -                                                                       |
| Pudong International Airport               | Pudong    | Lijn 2 Maglev               |                                                                         |
| Pujiang Zhen                               | Minhang   | Lijn 8                      | -                                                                       |
| Qibao                                      | Minhang   | Lijn 9                      | -                                                                       |
| Qihua Road                                 | Baoshan   | Lijn 7                      | Gesloten voor publiek                                                   |
| Qilianshan Road                            | Putuo     | Lijn 11                     | -                                                                       |
| Qufu Road                                  | Zhabei    | Lijn 8                      | -                                                                       |
| Quyang Road                                | Hongkou   | Lijn 8                      | -                                                                       |
| Ruimtevaartmuseum                          | Minhang   | Lijn 8                      | -                                                                       |
| Sanmen Road                                | Yangpu    | Lijn 10                     | -                                                                       |
| Shangcheng Road                            | Pudong    | Lijn 9                      | -                                                                       |
| Shangda Road                               | Baoshan   | Lijn 7                      | -                                                                       |
| Shanghai Automobile City                   | Jiading   | Lijn 11                     | -                                                                       |
| Shanghai Circuit                           | Jiading   | Lijn 11                     | -                                                                       |
| Shanghai Circus                            | Zhabei    | Lijn 1                      | -                                                                       |
| Shanghai Children's Medical Center         | Pudong    | Lijn 6                      | -                                                                       |
| Shanghai Indoor Stadion                    | Xuhui     | Lijn 1 Lijn 4               | Fysiek overstapstation                                                  |
| Shanghai Stadion                           | Xuhui     | Lijn 4                      | -                                                                       |
| Shanghai Wetenschaps- en Technologiemuseum | Pudong    | Lijn 2                      | -                                                                       |
| Shangnan Road                              | Pudong    | Lijn 6                      | -                                                                       |
| South Shaanxi Road                         | Luwan     | Lijn 1 Lijn 10              | Virtueel overstapstation                                                |
| Sheshan                                    | Songjiang | Lijn 9                      | -                                                                       |
| Shiguang Road                              | Yangpu    | Lijn 8                      | -                                                                       |
| Shilong Road                               | Xuhui     | Lijn 3                      | -                                                                       |
| Shuichan Road                              | Baoshan   | Lijn 3                      | -                                                                       |
| Shuicheng Road                             | Changning | Lijn 10                     | -                                                                       |
| North Sichuan Road                         | Hongkou   | Lijn 10                     | -                                                                       |
| Sijing                                     | Songjiang | Lijn 9                      | -                                                                       |
| Siping Road                                | Yangpu    | Lijn 8 Lijn 10              | Fysiek overstapstation                                                  |
| Songbin Road                               | Baoshan   | Lijn 3                      | -                                                                       |
| Songfa Road                                | Baoshan   | Lijn 3                      | -                                                                       |
| Songhong Road                              | Changning | Lijn 2                      | -                                                                       |
| Songjiang Universiteitsdorp                | Songjiang | Lijn 9                      | -                                                                       |
| Songjiang Xincheng                         | Songjiang | Lijn 9                      | -                                                                       |
| Songyuan Road                              | Changning | Lijn 10                     | -                                                                       |
| Station Shanghai                           | Zhabei    | Lijn 1 Lijn 3 Lijn 4        | Overstapstation: Fysiek (lijn 3 en lijn 4) Virtueel (lijn 1 - lijn 3/4) |
| Station Shanghai-West                      | Putuo     | Lijn 11                     | -                                                                       |
| Station Shanghai-Zuid                      | Xuhui     | Lijn 1 Lijn 3               | Fysiek overstapstation                                                  |
| Tangqiao                                   | Pudong    | Lijn 4                      | -                                                                       |
| Tangzhen                                   | Pudong    | Lijn 2                      | -                                                                       |
| Taopu Xincun                               | Putuo     | Lijn 11                     | -                                                                       |
| Tiantong Road                              | Hongkou   | Lijn 10                     | Fysiek overstapstation                                                  |
| Tieli Road                                 | Baoshan   | Lijn 3                      | -                                                                       |
| Tonghe Xincun                              | Baoshan   | Lijn 1                      | -                                                                       |
| Tongji-university                          | Yangpu    | Lijn 10                     | -                                                                       |
| Universiteit van Shanghai                  | Baoshan   | Lijn 7                      | -                                                                       |
| Waigaoqiao Vrijhandelsgebied-Noord         | Pudong    | Lijn 6                      | -                                                                       |
| Waigaoqiao Vrijhandelsgebied-Zuid          | Pudong    | Lijn 6                      | -                                                                       |
| Waihuan Road                               | Minhang   | Lijn 1                      | -                                                                       |
| Weining Road                               | Changning | Lijn 2                      | -                                                                       |
| Wenjing Road                               | Minhang   | Lijn 5                      | -                                                                       |
| Wenshui Road                               | Zhabei    | Lijn 1                      | -                                                                       |
| Wujiaochang                                | Yangpu    | Lijn 10                     | -                                                                       |
| Wulian Road                                | Pudong    | Lijn 6                      | -                                                                       |
| Wuwei Road                                 | Putuo     | Lijn 11                     | -                                                                       |
| Wuzhou Avenue                              | Pudong    | Lijn 6                      | -                                                                       |
| Xiangyin Road                              | Yangpu    | Lijn 8                      | -                                                                       |
| Xiaonanmen                                 | Huangpu   | Lijn 9                      | -                                                                       |
| Xincun Road                                | Putuo     | Lijn 7                      | -                                                                       |
| Xingzhi Road                               | Baoshan   | Lijn 7                      | -                                                                       |
| Xingzhong Road                             | Minhang   | Lijn 9                      | -                                                                       |
| Xinjiangwancheng                           | Yangpu    | Lijn 10                     | -                                                                       |
| Xintiandi                                  | Luwan     | Lijn 10                     | Fysiek overstapstation                                                  |
| Xinzha Road                                | Huangpu   | Lijn 1                      | -                                                                       |
| Xinzhuang                                  | Minhang   | Lijn 1 Lijn 5               | Fysiek overstapstation                                                  |
| North Xizang Road                          | Zhabei    | Lijn 8                      | -                                                                       |
| South Xizang Road                          | Huangpu   | Lijn 4 Lijn 8               | Fysiek overstapstation                                                  |
| Xujiahui                                   | Xuhui     | Lijn 1 Lijn 9               | Fysiek overstapstation                                                  |
| Xujing-Oost                                | Qingpu    | Lijn 2                      | -                                                                       |
| West Yan'an Road                           | Changning | Lijn 3 Lijn 4               | Fysiek overstapstation                                                  |
| Yanchang Road                              | Zhabei    | Lijn 1                      | -                                                                       |
| Middle Yanggao Road                        | Pudong    | Lijn 9                      | -                                                                       |
| South Yanggao Road                         | Pudong    | Lijn 7                      | -                                                                       |
| Yangshupu Road                             | Yangpu    | Lijn 4                      | -                                                                       |
| Yangsi                                     | Pudong    | Lijn 8                      | -                                                                       |
| Middle Yanji Road                          | Yangpu    | Lijn 8                      | -                                                                       |
| Yaohua Road                                | Pudong    | Lijn 7 Lijn 8               | Fysiek overstapstation                                                  |
| Yili Road                                  | Changning | Lijn 10                     | -                                                                       |
| Yindu Road                                 | Minhang   | Lijn 5                      | -                                                                       |
| East Yingao Road                           | Yangpu    | Lijn 10                     | -                                                                       |
| West Yingao Road                           | Baoshan   | Lijn 3                      | -                                                                       |
| Yishan Road                                | Xuhui     | Lijn 3 Lijn 4 Lijn 9        | Fysiek overstapstation                                                  |
| Youdian Xincun                             | Hongkou   | Lijn 10                     | -                                                                       |
| Youyi Road                                 | Baoshan   | Lijn 3                      | -                                                                       |
| West Youyi Road                            | Baoshan   | Lijn 1                      | -                                                                       |
| Yuandong Avenue                            | Pudong    | Lijn 2                      | -                                                                       |
| Yuanshenstadion                            | Pudong    | Lijn 6                      | -                                                                       |
| Yunshan Road                               | Pudong    | Lijn 6                      | -                                                                       |
| Yuntai Road                                | Pudong    | Lijn 7                      | -                                                                       |
| Yuyuan Garden                              | Huangpu   | Lijn 10                     | -                                                                       |
| Zhanghuabang                               | Baoshan   | Lijn 3                      | -                                                                       |
| Zhangjiang Hi-Tech Park                    | Pudong    | Lijn 2                      | -                                                                       |
| Zhaojiabang Road                           | Xuhui     | Lijn 7 Lijn 9               | Fysiek overstapstation                                                  |
| Zhenping Road                              | Putuo     | Lijn 3 Lijn 4 Lijn 7        | Fysiek overstapstation                                                  |
| Zhenru                                     | Putuo     | Lijn 11                     | -                                                                       |
| Zhongchun Road                             | Minhang   | Lijn 9                      | -                                                                       |
| North Zhongshan Road                       | Zhabei    | Lijn 1                      | -                                                                       |
| Zhongshanpark                              | Changning | Lijn 2 Lijn 3 Lijn 4        | Fysiek overstapstation                                                  |
| Zhongtan Road                              | Putuo     | Lijn 3 Lijn 4               | Fysiek overstapstation                                                  |
| Zhongxing Road                             | Zhabei    | Lijn 8                      | -                                                                       |
| Zhoujiadu                                  | Pudong    | Lijn 8                      | Gesloten voor publiek                                                   |
| Zhouhai Road                               | Pudong    | Lijn 6                      | -                                                                       |
| Zhuanqiao                                  | Minhang   | Lijn 5                      | -                                                                       |
| Ziteng Road                                | Minhang   | Lijn 10                     | -                                                                       |